# Напівактивна радіолокаційна головка самонаведення
Напівактивна радіолокаційна головка самонаведення (НАРГСН) є поширеним типом системи наведення ракет і, можливо, найпоширенішим типом для ракетних систем «повітря-повітря» та «поверхня-повітря» більшої дальності. Назва пов'язана з тим, що на ракеті є лише пасивний приймач радіолокаційного сигналу, а сам сигнал випромінюється іншим радаром, і відбивається від цілі. У активної ж радіолокаційної головки самонаведення є і активний передавач, і приймач радіолокаційного сигналу. У напівактивних ракетних системах використовується бістатичний радар безперервної хвилі.
Короткий код НАТО для попередження про запуск ракети з напівактивною радіолокаційною головкою самонаведенням — Fox One.

## Концепція

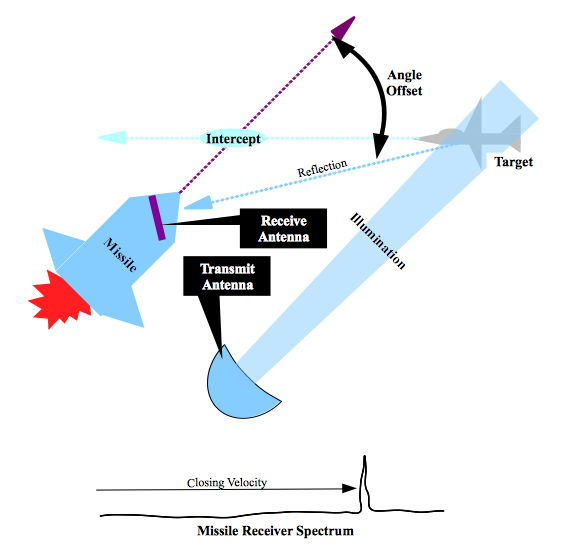
Рисунок 1. Геометрія самонаведення ракети з НАРГСН.

Основна концепція НАРГСН полягає в запобіганні дублювання передавального обладнання на ракеті. Оскільки вага передавача зменшує радіус дії ракети, то напівактивні системи мають більший радіус дії. Крім того, роздільна здатність радара сильно залежить від фізичного розміру антени, а в маленькому носовому конусі ракети недостатньо місця, щоб забезпечити точність, необхідну для наведення. Натомість, більша радіолокаційна антена на землі або літаку-носію забезпечує необхідний сигнал і логіку відстеження, а ракета просто приймає сигнал, відбитий від цілі, і спрямовує себе в належному напрямку. Крім того, ракета приймає сигнал, що передається від стартової платформи, як еталон, що дає змогу уникнути деяких видів радіолокаційних завад, що відволікають від цілі.
НАРГСН визначає швидкість зближення, використовуючи геометрію траєкторії польоту, показану на рис. 1. Швидкість зближення використовується для встановлення частоти прийому сигналу, спектр якого показаного внизу рис. 1. Кут зміщення ракетної антени встановлюється після того, як ціль буде виявлена системою самонаведення ракети за допомогою спектрального розташування, встановленого за допомогою швидкості зближення. Антена самонаведення ракети — це моноімпульсний радіолокаційний приймач, який вимірює кутову помилку, використовуючи це фіксоване положення. Траєкторія польоту контролюється шляхом подання навігаційних даних до системи керування, яка змінює положення рулів або, через карданну систему, напрям сопла ракетного двигуна з використанням вирахуваних кутових похибок. Це керує корпусом ракети так, щоб утримувати ціль біля центральної лінії антени, у той час як антена утримується у фіксованому положенні. Геометрія кута зміщення визначається динамікою польоту з використанням швидкості ракети, швидкості цілі та відстані розділення.
Методи майже ідентичні з тими, що застосовуються при використанні сигналів завад, відеозображення та інфрачервоного випромінювання для наведення.
Максимальна дальність збільшується в системах з НАРГСН, які використовують навігаційні дані в самонавідному об'єкті, щоб збільшити шлях до того, як буде потрібно здійснювати самонаведення за допомогою антени. Навігація спирається на дані прискорення, гіроскопічні дані та дані глобального позиціонування. Це максимізує дальність за рахунок мінімізації коригувальних маневрів, на які витрачається енергія.
НАРГСН значною мірою не залежить від дальності та стає точнішою, коли наближається до джерела відбитого сигналу.

## Радар безперервної хвилі
У сучасних системах НАРГСН для наведення використовується радар безперервної хвилі. Незважаючи на те, що більшість сучасних радарів винищувачів є імпульсними доплерівськими установками, більшість із них мають функцію безперервної хвилі для наведення ракет.
Ракетам з НАРГСН потрібен радар супроводу, щоб виявити ціль, і радар із більш вузьким фокусом освітлення, щоб «освітити» ціль, щоб ракета могла зафіксувати радіолокаційний сигнал, відбитий від цілі. Ціль повинна залишатися освітленою протягом усього польоту ракети. Це може зробити літак-носій вразливим для контратаки, а також дасть електронним системам попередження цілі час для виявлення атаки та вжиття контрзаходів. Оскільки більшість ракет з НАРГСН потребують наведення протягом усього польоту, попередні радари мають обмеження — одна ціль на один випромінювач радара одночасно.

## Радіоелектронний захист
Сучасна зброя з НАРГСН має чудові можливості радіоелектронного захисту, але система все ще має фундаментальні обмеження. Деякі новіші ракети мають кінцеву НАРГСН. Ракети з кінцевою НАРГСН використовують інерційне наведення протягом більшої частини свого польоту, активуючи систему НАРГСН лише для фінальної атаки. Це може запобігти усвідомленню ціллю, що вона піддана атаці, майже аж до удару ракети. Оскільки ракета потребує наведення лише на кінцевій фазі, кожен радіолокаційний випромінювач можна використовувати для ураження більшої кількості цілей. Деякі з цих видів зброї дозволяють вогневій платформі передавати інформацію на ракету через канал передачі даних.
Деякі з більш ефективних методів, які використовуються для ураження напівактивних радарів самонаведення, — це польотні методи. Вони залежать від того, чи знає пілот про запуск ракети. Глобальна система позиціонування дає змогу ракеті досягти передбачуваного місця перехоплення без передачі даних, значно підвищуючи ефективність завдяки відтермінуванню освітлення цілі до кінцевої частини польоту ракети. Пілот не знає, що відбувся запуск, тому польотні методи стають майже неактуальними.